# Бучацькі
Бу́чацькі — прізвище давніх шляхетських родин гербів «Абданк» («Габданк»), Тарак. Інші гілки роду гербу Абданк — Язловецькі, Монастирські.

## Бучацькі гербу Абданк
Прізвище взяли від назви поселення (або вже міста) Бучача, яким володіли від XIII до початку XVI ст.

### Походження
Походження роду до цього часу є дискусійним (руське, литовське, польське, можливо, вони не пов'язані між собою). В «Енциклопедії Українознавства» вони вказані як польський рід. Дослідник Олег Однороженко вважає їх (поряд із Кмітами, Одровонжами та іншими) нащадками шляхти з Малопольщі. Віталій Михайловський також висловив припущення про їхню приналежність до поляків на прикладі Теодорика Бучацького-Язловецького. Про те, що Бучацькі — давній польський рід, стверджував і Владислав Семкович, який також висловив гіпотезу про їх появу в Галичині за Казимира ІІІ.
Владислав Лозинський називав його родом, що осів у Руському воєводстві. Сучасний польський дослідник Єжи Сперка, досліджуючи міграцію лицарів із Сілезії на територію Руського домену короля, стверджує, що Міхал Авданець був одним з наближених до князя Владислава Опольського осіб та отримав від нього найбільше бенефіцій. Також він вважає, що немає певности, чи Міхал Абданк появився в Галичині за Казимира ІІІ, чи вже за Людовика Угорського.

### Відомості про представників

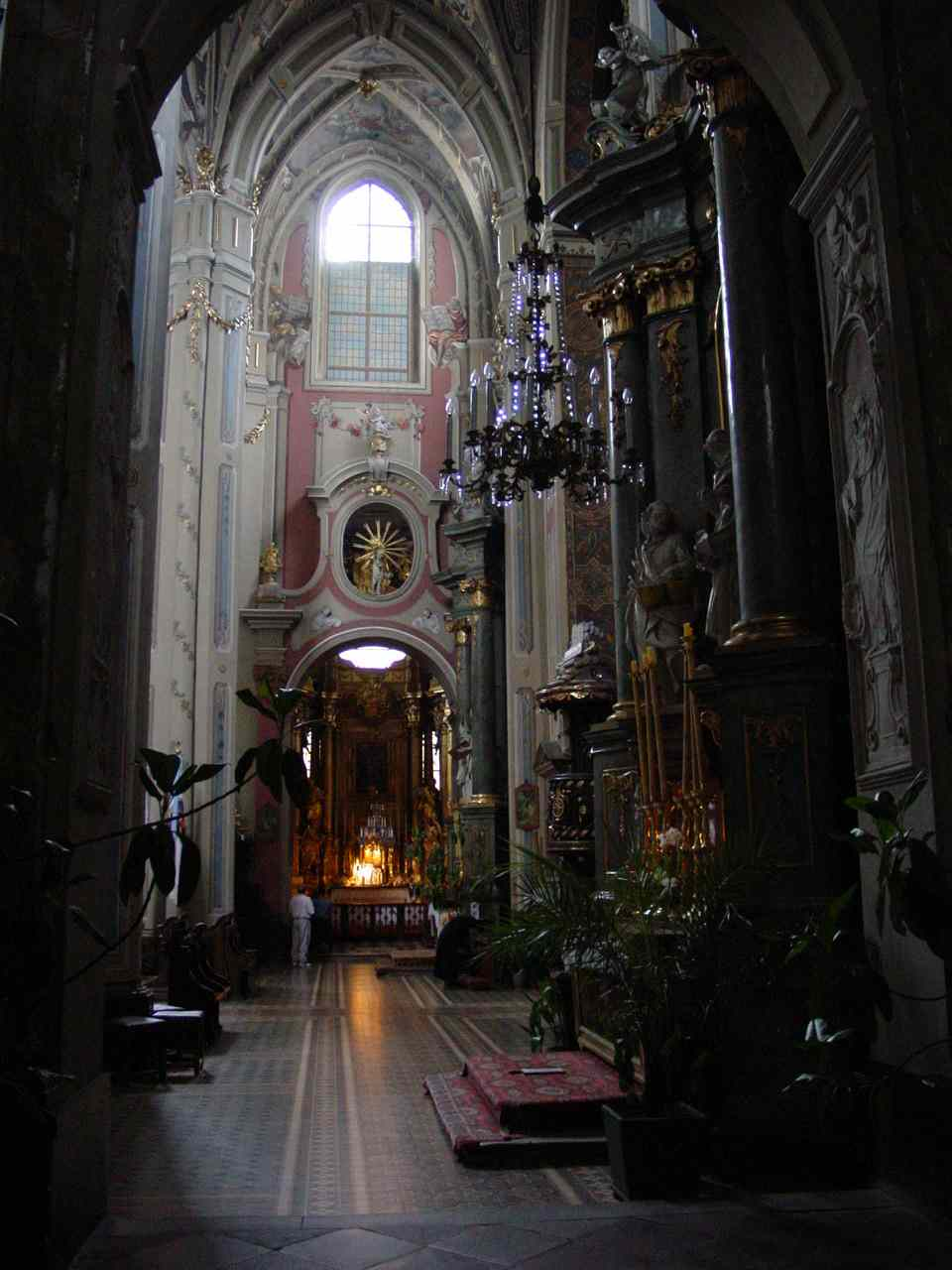
Львів. Каплиця Святих Дарів (каплиця Вишневецьких; на дальньому плані)

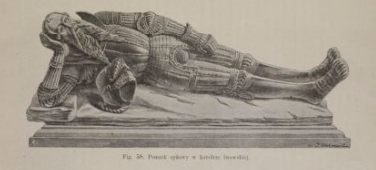
Бронзовий надгробок з латинської катедри Львова, який вважали надгробком Бучацького

Першим Бучацьким, якого згадують у доступних джерелах, був Ґабріель (Гаврило) Бучацький — староста кам'янецький у книзі Бартоша Папроцького «Gniazdo Cnoty, zkąd herby Herby rycerstwa polskiego swój początek mają» (1578, Краків), на яке посилається ксьондз Садок Баронч ОП у своїй розвідці «Pamiątki buczackie».
Після сутичок за спадок Романовичів близько 1366 р. територія між Віслоком, Карпатами, Серетом та Поліссям відійшла Польщі до кінця життя короля Казимира III (пом. 1370). Східні кордони терену отримали польські Абданки, які назвались Бучацькими гербу Абданк, змогли поширити вплив вглиб Пониззя. Володіючи маєтностями на Поділлі в часи його управління великим князем Витовтом, представники роду були лояльними до нього, але після його смерти відразу стали на сторону короля Ягайла.
Бучацькі відіграли помітну роль в історії Поділля, зокрема, його прилученні до Корони, кінця XIV–XV, меншу — Галичини. Близько 1440 року їхнім коштом збудували родинну каплицю-усипальницю при Латинському катедральному соборі Львова (пізніше — перебудована, тепер на її місці, за одними даними — каплиця Святих Дарів, третя від входу біля північної нави; за іншими — каплиця святого Казимира). Для відправ служб у каплиці Анна з Бучацьких, дружина белзького каштеляна Дерслава з Угнева, записала фундуш.

#### Представники
На сторінці про канцлера є інформація про канцлера з іменем Michał Awdaniec, (з роду Awdaniec (Awdańcy)), який по роках виходить явно старшим за всіх Михайлів, згаданих в історії Бучача. Працював канцлером в 1112–1113 роках. Згідно сторінки про герб Awdańcy, Michał Awdaniec був осліплений за бунт в 1117 р. (але не зрозуміло чи то був Міхал-тато чи Міхал-син).

- Ганка — дружина Петра Ґаштовта[17], одного з чільних воєвод Ольґерда, намісника у Литві[18]
- Микола (Миколай) — згідно з Папроцьким, воєвода подільський,[11] 1340 року[10] однак Несецький не вказав його серед них,[19]
- Юрій (Єжи), Іван (Ян) — загинули в сутичці з волохами 1361 року[10]

- Міхал Авданець з Бучача — його вважають засновником роду Бучацьких гербу Абданк[20]
  - Міхал (Михайло) з Підгаєць (бл. 1370/1384 — 1438) — галицький каштелян; 1430 p. брав участь у захопленні Кам'янця і Поділля та їх приєднанні до Польщі; загинув у бою татарами[21], вважається засновником підгаєцької гілки роду[22][23]
    - Ян Бучацький-Литвинівський — теребовлянський староста
      - Ян
      - Анна — донька Яна, дружина белзького каштеляна Дерслава з Угнева[24], доброчинниця Латинського катедрального собору у Львові[25]

    - Миколай
    - Пйотр з Чешибісів Бучацький — молодший брат Яна, 1454 року державив королівщину Грушка
      - Анна — дружина львівського каштеляна Яна Каменецького
      - Зузанна — дружина сондецького каштеляна Станіслава, матір тлумацького старости Героніма Шафранців

    - Якуб (1430—1501) — воєвода руський
      - Якуб (молодший) (бл. 1470-1541/1542) — релігійний та освітній діяч, меценат; єпископ РКЦ Кам'янецький (від 1518), згодом — холмський і плоцький (від 1538); останній представник роду власне Бучацьких (гербу Абданк) по чоловічій лінії
      - Катажина (бл.1490 — по 1558) — після смерті братів успадкувала значну частку родинної «фортуни», дружина подільського воєводи Яна Творовського

  - Теодорик Бучацький-Язловецький — один з перших власників Язловця (середина XV століття), вважається засновником язловецької та монастириської гілок роду[22]
    - Бартоломей (Бартош) Бучацький-Язловецький (бл. 1430-1457/1462) — кам'янецький[26] (подільський) староста

  - Міхал «Мужило» Бучацький (рік нар. невід. — 1469[27]/1470) — воєвода подільський, вважається засновником гілки роду Бучацьких-Мужилів[22]
    - Міхал
    - Ян, дружина — Барбара Шроппе[28] (1°-v. — Миколай з Княгиничів і Дідилова (†1451), середній син Пйотра Влодковича[29])
    - Давид Бучацький (бл. 1440[30] — 1485) — староста генеральний подільський (від 1483 року)
      - Міхал
      - Станіслав
      - Ян Віт (пом. по 1489) — староста коломийський, снятинський
      - Катажина — дружина (1503) Петра Олеського (Сененського) з Олеська — сина каштеляна львівського, воєводи руського Яна з Сенна та Олеська
      - Беата — дружина Анджея Прокоповича Гоздзького з Гвіздця
      - Анна — дружина Яна Сененського (з Сенна і Гологорів) — каштеляна кам'янецького

    - Катажина, дружина Анджея Фредра з Плешевичів
    - Малгожата, дружина Миколая Кміти з Дубецька, Станіслава з Яричева, львівського міщанина Юрашка Федерічі

  - N — дружина віленського та кревського старости Андрія Гаштовта[31]

### Маєтності
У різні часи представники роду володіли містами Бучачем, Язловцем, Підгайцями, Червоногородом, Кацюбіївом, Баришем, Монастириськами, Устям, Чернелицею, багатьма селами.

## Бучацькі гербу Тарак
Представниками Бучацьких гербу Тарак були Якуб Мурза Бучацький, син Селім, онук Ян. Зофія — дружина Алексадера Ахматовича гербу Ахмат.